# Mystical Ninja
Mystical Ninja (jap. がんばれゴエモン ‚Ganbare Goemon‘, wörtlich etwa „Gib dein Bestes, Goemon!“) ist ein Computerspiel-Franchise des japanischen Spieleentwicklers und Publishers Konami. Die Spiele handeln von den Abenteuern des Hauptcharakters Goemon und dessen Gefährten. Den Start der Reihe markiert der Arcade-Automat Mr. Goemon (1986, nur Japan).

## Übersicht
Der Protagonist Goemon basiert vage auf Ishikawa Goemon, dem noblen Dieb aus der japanischen Folklore. Während die früheren Spiele Goemon noch als noblen Dieb darstellen, so ist er im Laufe der Serie immer mehr zum Standard-Videospiel-Helden geworden. Typisch für Goemon ist sein blaues, buschiges Haar und eine als Waffe benutzte Kiseru. Das Universum der Spiele ist in einem trickfilmhaften, mystischen, feudalen Japan angesiedelt, wo immer wieder Anspielungen auf Folklore und Legenden Japans gemacht werden. Obwohl die Serie ihre Wurzeln im Genre der Action-Adventures hat, gibt es mittlerweile ein breitgefächertes Angebot an Ganbare-Goemon-Spielen wie zum Beispiel Rollenspiele, Puzzelspiele oder Brettspiele. Ganbare Goemon ist in Japan überaus populär, es gibt dort ein großes Angebot an Merchandise, sowie diverse Animes und Mangas.

## Einzeltitel (Auswahl)
- Ganbare Goemon! Karakuri Dōchū (jap. がんばれゴエモン！からくり道中) ist ein 1986 nur in Japan veröffentlichtes Action-Adventure für die Famicom-Heimkonsole.[2] 1987 wurde es als Steckmodul auch für Heimcomputer nach MSX2-Standard veröffentlicht.[3]

- The Legend of Mystical Ninja erschien 1992 für das Super Nintendo (1991 für das Super Famicom in Japan) und präsentierte sich als Action-Adventure in Vogelperspektive. Das Spiel nutzte alle neuen Möglichkeiten, die die Mode 7-Technik des Super Nintendo bot, und hob sich damit von den Versionen für andere Systeme dieser Zeit ab.[4]

- Mystical Ninja-Starring Goemon (auch Mystical Ninja 64 oder Goemon 64 genannt) erschien 1997 für das Nintendo 64 und war der erste Mystical-Ninja-Teil in 3D. Eine Fortsetzung erschien 1998. Dieser Teil jedoch war nur noch in 2D mit einer 3D Raumgestaltung

- Bouken Jidai Katsugeki: Goemon erschien 2000 exklusive nur in Japan für die Playstation 2. 
Es ist ein eher ernsteres Mystical-Ninja-Spiel und ähnelt sehr den Nintendo-64-Teilen der Reihe.

- Mystical Ninja DS erschien 2005 für den Nintendo DS, ebenfalls nur in Japan. 
Man sieht die Spielwelt aus der Vogelperspektive. Es erinnert sehr an frühere SNES-Teile.